# Fujisawa
Fujisawa (藤沢市?, Fujisawa-shi) è una città giapponese della prefettura di Kanagawa. È stata fondata il 1º ottobre 1940.
La città è inoltre nota per essere l'ambientazione degli anime Captain Tsubasa e Seishun buta yarō.

## Geografia fisica
Della città fa parte anche l'isola di Enoshima, collegata alla terraferma da un ponte di 600 metri, utilizzata come stazione balneare. L'isola è inoltre dedicata alla dea della musica e della letteratura Benzaiten, che vi risiederebbe e che l'avrebbe fatta sorgere dalle profondità del mare nel VI secolo.

## Storia
L'area di Fujisawa è stata abitata sin dal Paleolitico: numerosi scavi archeologici nella regione hanno permesso di ritrovare strumenti di pietra, discariche di conchiglie del Calcolitico, frammenti di ceramiche del periodo Jōmon e tombe del periodo Kofun.
La zona è anche menzionata nelle cronache Nihongi del periodo Nara. Durante il periodo Heian, la provincia centrale di Sagami venne divisa in shoen controllati da vari signori della guerra locali, come Muroaoka e Oe. Durante il periodo Kamakura, Fujisawa fu teatro di varie battaglie per la difesa dello shogunato Kamakura, come è menzionato nel Taiheiki alla fine del XVI secolo. Nel periodo Muromachi, Fujisawa crebbe e si sviluppò attorno a Yugyo-ji, un tempio buddhista edificato nel 1325.
Durante il periodo Edo, Fujisawa prosperò come Fujisawa-shuku, una shukuba nella strada Tōkaidō che collegava Edo con Kyoto. Lo shōgun Tokugawa Ieyasu per edificare un palazzo di villeggiatura a Fujisawa, per fare tappa nel viaggio fra Edo e Sunpu.
Durante la restaurazione Meiji, la zona venne divisa fra i distretti di Kōza e Kamakura, nella prefettura di Kanagawa. Si stabilì a Fujisawa nel 1878 l'amministrazione del distretto di Kōza; seguì un altro periodo di sviluppo rapido dopo l'inaugurazione della stazione ferroviaria Tōkaidō, nel 1887.

## Economia
Fujisawa gode di un'economia mista, con una parte importante proveniente dall'industria.

## Amministrazione

### Gemellaggi
- Windsor